# Prosadenoporus californiensis
Prosadenoporus californiensis är en djurart som tillhör fylumet slemmaskar, och som först beskrevs av Gibson, Moore och Crandall 1982.  Prosadenoporus californiensis ingår i släktet Prosadenoporus och familjen Prosorhochmidae. Inga underarter finns listade i Catalogue of Life.